# V394 Coronae Australis
V394 Coronae Australis, eller Nova Coronae Australis 1987 är en av cirka 10 kända rekurrenta novor i Vintergatan. Den ligger i Södra kronans stjärnbild och hade sitt första observerade utbrott 1949. Den upptäcktes av den mexikanske astronomen Luis Enrique Erro. Den hade ett förnyat utbrott 1987, som upptäcktes av W. Liller den 2 augusti 1987.
Stjärnan är normalt av visuell magnitud +19,7 och kan vid utbrotten nå magnitud 7. Stjärnan är också en förmörkelsevariabel med perioden 1,515682 dygn.